# Саба Кум
Футбольний клуб Саба Кум або просто «Саба Кум» (перс. باشگاه فوتبال صبای قم) — професіональний іранський футбольний клуб з міста Кум, зараз команда виступає в Іранській Гульф Про Лізі. Раніше футбольний клуб був частиною Клубу Саба Баттері, який належав компанії Саба Баттері. «Саба Кум» переїхав до міста Кум у 2007 році, до цього команда базувалася в Тегерані, домашні матчі проводив на стадіоні «Шахід Деракшан» в місті Робат Карім.
У 2005 році клуб став переможцем Кубку Хазфі та володарем Суперкубку Ірану, в той час у складі команди виступав Алі Даеї.

## Історія
Футбольний клуб Мохаммат сазі (перс. باشگاه فوتبال مهمات سازی) — іранський футбольний клуб, який базувався в Тегерані. Він виступав у іранській Лізі 2 (третій дивізіон національного чемпіонату).

### Заснування
У 1974 році в Тегерані було засновано команду, яка отримала назву Мохемат Сазі. Команда протягом своєї історії не мала жодних вагомих досягнень та виступала в нижчих футбольних дивізіонах іранського чемпіонату. В 1980-х роках команда займала високі місця в турнірній таблиці, але так і не змогла вийти до вищого дивізіону чемпіонату Тегерану. На початку 1990-х років головним спонсором клубу була компанія Maham. Дещо пізніше спонсором клубу була Sanam, електроенергетична компанія.

### Зміна власників
У 2002 році акції клубу були продані Saba Battery Company (також відома як Niru Company), яка знаходилася під контролем Міністерства оборони Ірану. Завдяки покращенню фінансового становища команда змогла придбати кваліфікованих гравців та вийти до Іранської Про Ліги у 2004 році.

### Національні досягнення

#### 2004/05
Під час дебютного для себе сезону в Іранській Про Лізі «Саба Баттері» також вперше в своїй історії взяв участь в Лізі чемпіонів АФК, це стало можливим завдяки перемозі в Кубку Хазфі, знаною мірою це була заслуга тодішнього головного тренера команди, Мілана Живадиновича. У сезоні 2005 року Саба Баттері також стала володарем суперкубку Ірану, здобувши перемогу з рахунком 4:0 над чемпіоном Іранської Про Ліги, командою «Фуладом». Й аж до 2016 року ці титули залишалися найбільшими доягненнями в історії клубу.

#### 2006/07
Незважаючи на те, що в Іранській Про Лізі «Саба Баттері» не мали особливих досягнень, в Кубку Хазфі команда все ж мала певні успіхи. На чолі з Мохаммадом Хоссейном Заеї вона стала фіналістом національного кубка, поступившись за сумою двох поєдинків у фіналі з рахунком 2:4 «Сепахану». Проте в національному чемпіонаті «Сепахан» посів лише 5-те місце, а це означало, що «Саба Баттері» не зможе виступати в наступному сезоні в Лізі чемпіонів АФК.

### Іранська Про Ліга
Команда дебютувала в Іранській Про Лізі в сезоні 2004/05 років і стала більш відомою після підписання легендарного іранського футбоіста та одного з найкращих бомбардирів національної збірної під егідою ФІФА, Алі Даеї з «Персеполіса». Даеї допоміг команді вийти до Ліги чемпіонів АФК після перемоги в Кубку Хазфі 2005 року, але навіть він не допоміг команді вийти з групового раунду Ліги чемпіонів. Того ж року «Саба» переміг у Суперкубку Ірану з рахунком 4:0 учасника ліги чемпіонів «Фулад». Після того як у 2006 році Даеї покинув клуб, керівництво команди йому на заміну підписало колишнього гравця збірної Боснії та Герцоговини Алена Авдича. У 2007 році «Саба» знову вийшов до фіналу Кубку Хазфі, але поступилося в ньому за сумою двох матчів з рахунком 0:4 «Сепахану».

#### Переїзд до Куму
Через велику кількість команд у столиці Ірану та їх дуже низьку відвіуваність у 2008 році «Саба» переїздить з Тегерану до Куму. Відразу після переїзду команду було перейменовано в «Саба Кум». У сезоні 2008/09 років команда завершила чемпіонат на 6-му місці без призначеного головного тренера команди, подібна ситуація повторилася й наступного сезону. У сезоні 2011/12 років в Іранській Гульф Про Лізі команда фінішувала 4-ю та кваліфікувалася для участі в Лізі чемпіонів АФК 2013. У плей-оф «Саба Кум» поступився «Аш-Шабабу (Дубай)» у серії післяматчевих пенальті та не змогли вийти до групового етапу.

#### Ера Алі Даеї
У липні 2015 року керівництво «Саби» оголосило про те, що в сезоні 2015/16 років Іранської Гульф Про Ліги головним тренером команди буде легендарний іранський футболіст Алі Даеї. Даеї запросив до клубу декількох колишніх гравців збірної, а саме: Хаміда Лака, Гасем Денаві, Амір Хоссейн Садеґі, Реза Хаґіґі, Мохаммад Газі та Гашем Бейкзаде. «Саба» почали сезон дуже вдало й у першій половині сезону перебували в турнірній таблиці в лігочемпіонівській зоні, але у другій частині виступили невдало й посіли 7-ме підсумкове місце.

## Досягнення
- Ліга Азадеган:
  -  Чемпіон (1): 2003/04
- Кубку Хазфі:
  -  Володар (1): 2005
  -  Фіналіст (1): 2007
- Суперкубок Ірану:
  -  Володар (1): 2005

### Неофіційні трофеї
- Кубок Шохада
  -  Володар (1): 2016

## Статистика виступів
| Сезон   | Ліга                    | Місце | Кубок Хазфі | АФК               | Примітки   |
| ------- | ----------------------- | ----- | ----------- | ----------------- | ---------- |
| 2002/03 | Ліга Азадеган           | 6-те  | Не пройшов  | Не пройшов        |            |
| 2003/04 | Ліга Азадеган           | 1-ше  | Не пройшов  | Не кваліфікувався | Підвищення |
| 2004/05 | Іран Про Ліга           | 9-те  | Кубок       | Не кваліфікувався |            |
| 2005/06 | Іран Про Ліга           | 4-те  | 1/2 фіналу  | Груповий етап     |            |
| 2006/07 | Іран Про Ліга           | 13-те | Фінал       | Не кваліфікувався |            |
| 2007/08 | Іран Про Ліга           | 3-тє  | 1/4 фіналу  | Не кваліфікувався |            |
| 2008/09 | Іран Про Ліга           | 6-те  | 1/2 фіналу  | Груповий етап     |            |
| 2009/10 | Іран Про Ліга           | 6-те  | 1/4 фіналу  | Не кваліфікувався |            |
| 2010/11 | Іран Про Ліга           | 10-те | 1/16 фіналу | Не кваліфікувався |            |
| 2011/12 | Іран Про Ліга           | 4-те  | 1/4 фіналу  | Не кваліфікувався |            |
| 2012/13 | Іран Про Ліга           | 9-те  | 1/8 фіналу  | Плей-оф           |            |
| 2013/14 | Іран Про Ліга           | 9-те  | 1/16 фіналу | Не кваліфікувався |            |
| 2014/15 | Іранська Гульф Про Ліга | 9-те  | 1/16 фіналу | Не кваліфікувався |            |
| 2015/16 | Іранська Гульф Про Ліга | 7-ме  | 1/8 фіналу  | Не кваліфікувався |            |

## Статистика виступів на континентальних турнірах
| Азійський клубний чемпіонат / Ліга чемпіонів АФК | Азійський клубний чемпіонат / Ліга чемпіонів АФК | Азійський клубний чемпіонат / Ліга чемпіонів АФК | Азійський клубний чемпіонат / Ліга чемпіонів АФК | Азійський клубний чемпіонат / Ліга чемпіонів АФК | Азійський клубний чемпіонат / Ліга чемпіонів АФК |
| Сезон                                            | Раунд                                            | Суперник                                         | Вдома                                            | Навиїзді                                         | Сума                                             |
| ------------------------------------------------ | ------------------------------------------------ | ------------------------------------------------ | ------------------------------------------------ | ------------------------------------------------ | ------------------------------------------------ |
| 2006                                             | Груповий етап (Група C)                          | Аль-Гарафа                                       | 4–1                                              | 0–2                                              | –                                                |
| 2006                                             | Груповий етап (Група C)                          | Аль-Карама                                       | 1–2                                              | 1–0                                              | –                                                |
| 2006                                             | Груповий етап (Група C)                          | Аль-Вахда                                        | 2–2                                              | 2–4                                              | –                                                |
| 2009                                             | Груповий етап (Група A)                          | Аль-Хіляль                                       | 0–1                                              | 1–1                                              | –                                                |
| 2009                                             | Груповий етап (Група A)                          | Пахтакор                                         | 0–2                                              | 2–1                                              | –                                                |
| 2009                                             | Груповий етап (Група A)                          | Аль-Аглі (Дубай)                                 | 0–0                                              | 3–5                                              | –                                                |
| 2013                                             | Плей-оф                                          | Аш-Шабаб                                         | 1–1 П                                            | –                                                | –                                                |

## Склад команди
Станом на 1 липня 2016 року

| №  | Поз. | Нац.     | Гравець                   |
| -- | ---- | -------- | ------------------------- |
| 1  | ВР   | Бразилія | Фернанду Прасс            |
| 2  | ЗХ   | Іран     | Давуд Бахадорі U-23       |
| 3  | ЗХ   | Іран     | Пурія Сейфпанахі          |
| 5  | ПЗ   | Іран     | Гасем Денаві              |
| 6  | ПЗ   | Іран     | Мехді Хоссейні U-23       |
| 7  | НП   | Іран     | Кейван Амраеї             |
| 8  | НП   | Іран     | Карім Ісламі              |
| 9  | НП   | Іран     | Мансур Танхаеї            |
| 10 | НП   | Іран     | Голямреза Енаяті          |
| 11 | НП   | Іран     | Мохаммад Усані            |
| 14 | ПЗ   | Іран     | Омід Джаханбакши          |
| 16 | ЗХ   | Іран     | Гашем Бейкзаде            |
| 17 | ПЗ   | Іран     | Мосен Карамі U-21         |
| 18 | ПЗ   | Іран     | Меран Амірі               |
| 19 | ЗХ   | Іран     | Мохаммад Мілад Абаді U-23 |
| 20 | ЗХ   | Іран     | Мірані Хашемі             |

| №  | Поз. | Нац.    | Гравець                 |
| -- | ---- | ------- | ----------------------- |
| 21 | ЗХ   | Іран    | Ерфан БадіU-21          |
| 22 | ВР   | Іран    | Мохаммад Багер Садегі   |
| 23 | ЗХ   | Іран    | Хамідреза Дівсалар      |
| 24 | ВР   | Іран    | Мохаммадреза Годратіпур |
| 25 | ЗХ   | Іран    | Араш Балі МогадасіU-21  |
| 26 | ЗХ   | Іран    | Мехді Мохамадзаде       |
| 27 | ЗХ   | Іран    | Мохаммадалі ЯріU-21     |
| 29 | ЗХ   | Іран    | Алі БалушU-21           |
| 30 | ПЗ   | Іран    | Мілад Абтахі            |
| 35 | ПЗ   | Іран    | Хассан Карімі U-21      |
| 41 | НП   | Болівія | Хуан Карлос Арсе        |
| 70 | НП   | Іран    | Ахмад Хасанзаде         |
| 75 | ПЗ   | Іран    | Мохаммадреза Баудж U-21 |
| 77 | НП   | Іран    | Алі Фатемі              |
| 88 | ПЗ   | Іран    | Вахід Аліябаді          |

## Тренерський штаб

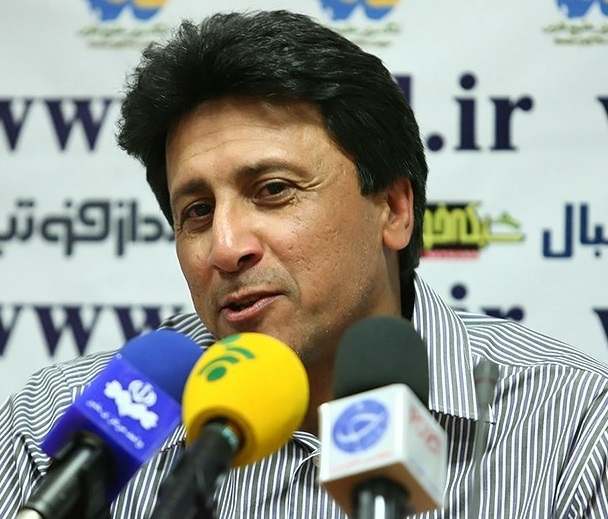
Самад Марфаві, теперішній головний тренер «Саба Куму».

| Посада                     | Ім'я                   |
| -------------------------- | ---------------------- |
| Головний тренер            | Самад Марфаві          |
| Помічник головного тренера | Сакет Ельхамі          |
| Помічник головного тренера | Мортеза Каши           |
| Помічник головного тренера | Хоссейн Ганджян        |
| Тренер воротарів           | Карім Бостані          |
| Тренер з фіз.підготовки    | Масуд Момені           |
| Лікар                      | Акбар Разаеї           |
| Аналітик                   | Алі Акбар Сарлак       |
| Хірург                     | Мохаммадреза Мехранпур |

## Спонсори та технічні партнери
| Період  | Постачальник форми | Спонсор     |
| ------- | ------------------ | ----------- |
| 2005/06 | Majid              | ?           |
| 2006/07 | Majid              | ?           |
| 2007/08 | Majid              | ?           |
| 2008/09 | Majid              | ?           |
| 2009/10 | Daei Sport         | SSEZ        |
| 2010/11 | Daei Sport         | Varna       |
| 2011/12 | Majid              | Vegal       |
| 2012/13 | Majid              | Lojix       |
| 2013/14 | Majid              | Adakele     |
| 2014/15 | Merooj             | Azar Khodro |

## Президенти клубу
- Аббас Мораді (2002)
- Моджтаба Табатабаеї (2002–2003)
- Ахмад Шахріярі (2003–2008)
- Ібрагім Туркі (2008)
- Карімі Малахі (2008–2009)
- Сеєд Алі Захеді (2009–2010)
- Моджтаба Рамезан Бейгі (2010–2012)
- Мохаммад Реза Кешварі Фард (2012–2014)
- Аббас Даханбін (2014–2015)
- Реза Мусаві (2015–теперішній час)

## Відомі гравці
- Аліреза Аббасфард
- Арам Аббасі
- Саїд Агаджані
- Ядолла Акбарі
- Алі Амірі
- Джабер Ансарі
- Мохаммад Арам Таб
- Мортеза Асаді
- Гаді Асгарі
- Хоссейн Бадамакі
- Мехді Бадрлу
- Фаршид Багері
- Давуд Бахадорі
- Сохраб Бахтіярзаде
- Мосен Баят
- Мосен Баятінія
- Гашем Бейкзаде
- Рузбех Чешмі
- Саїд Дагігі
- Хабіб Дегані
- Абдолафазл Ібрагімі
- Саїд Мехдіпур
- Хамід Реза Ібрагімі
- Реза Інаяті
- Карім Ісламі
- Ферейдун Фазлі
- Амір Хоссейн Фешангчи
- Гасем Герамі
- Аліреза Гадірі
- Мохаммадреза Годратіпур
- Масуд Голамалізад
- Саїд Гомі
- Омід Горбані
- Ях'я Голмохаммаді
- Давуд Хагі
- Мостафа Хагіпур
- Масуд Хагджу
- Аболфазль Хаджизаде
- Саттар Хамедані
- Вахід Хамдінеджад
- Мохаммад Хамранг
- Фарзад Хатамі
- Мадид Хейдарі
- Мехді Шанкутазаде
- Мохаммад Хейдарі
- Мехді Хоссейні
- Мосен Карамі
- Ясер Карамі
- Фарід Карімі
- Мортеза Каши
- Джавад Каземян
- Саїд Хані
- Мехді Хейрі
- Ахмад Кормалі
- Адель Колакай
- Хоссейн Кушкі
- Хамед Лак
- Алі Реза Латіфі
- Саїд Лотфі
- Роберт Маркосі
- Ахмад Мехдізаде
- Аліреза Міршафян
- Аббас Мохаммадрезаї
- Алі Молаеї
- Мехді Момені
- Мохаммад Навазі
- Вахід Нематі
- Ахмад Нематоллаї
- Реза Нікназар
- Мілад Нурі (1986)
- Мілад Нурі (1983)
- Мохаммад Нурі
- Мохаммад Усані
- Моджтаба Мобіні Пур
- Паян Рафат
- Голамреза Резаеї
- Шеїс Резаеї
- Рамін Разаеян
- Акбар Садегі
- Паям Садегян
- Алі Сальмані
- Мехді Ширі
- Моджтаба Ширі
- Амджад Шоку Магам
- Мілад Солейман Фалах
- Гаді Табатабаеї
- Ахмад Тагаві
- Ібрагім Тагіпур
- Мердад Тамасбі
- Мехді Ваезі
- Аліреза Вахіді Нікбахт
- Амр Хоссейн Юсефі
- Ершад Юсефі
- Мосен Юсефі
- Масуд Зараеї
- Хамідреза Зохані
- Марінко Мачкич
- Альмір Толя
- Паулу Алмейда Сантуш
- Дієгу Жозе Клементіну
- Філіпе Жозе Машаду
- Ванду да Кошта Сильва
- Скеллі Абу Туту
- Йосеф Чахвашвілі
- Вальтер Гушуа
- Арчіл Сахвадзе
- Амбуну Ашилль
- Девід Таня Вірікум
- Анджей Беднарц

## Відомі тренери
| Ім'я                   | Нац.   | З    | До             |
| ---------------------- | ------ | ---- | -------------- |
| Парвіз Мазлумі         | Іран   | 2002 | 2004           |
| Мілан Живадинович      | Сербія | 2004 | 2005           |
| Маджид Джалалі         | Іран   | 2005 | 2005           |
| Мохаммад Хоссейн Зіаеї | Іран   | 2005 | 2006           |
| Фархад Каземі          | Іран   | 2006 | 2006           |
| Мохаммад Хоссейн Зіаеї | Іран   | 2006 | 2008           |
| Ях'я Голмохаммаді      | Іран   | 2008 | 2008           |
| Фіруз Карімі           | Іран   | 2008 | 2009           |
| Мохаммад Хоссейн Зіаеї | Іран   | 2009 | 2009           |
| Расул Корбеканді       | Іран   | 2009 | 2010           |
| Махмуд Яварі           | Іран   | 2010 | 2010           |
| Абдоллах Вейсі         | Іран   | 2010 | 2012           |
| Ях'я Голмохаммаді      | Іран   | 2012 | 2012           |
| Самад Марфаві          | Іран   | 2012 | 2013           |
| Мохаммад Маєлі Коган   | Іран   | 2013 | 2013           |
| Самад Марфаві          | Іран   | 2013 | 2014           |
| Мехді Тартар           | Іран   | 2014 | 2015           |
| Алі Даеї               | Іран   | 2015 | 2016           |
| Самад Марфаві          | Іран   | 2016 | теперішній час |

## Найкращі бомбардири клубу
| Сезон   | Гравець                  | Голів |
| ------- | ------------------------ | ----- |
| 2004/05 | Алі Даеї                 | 11    |
| 2005/06 | Алі Даеї                 | 11    |
| 2006/07 | Ален Авдич               | 6     |
| 2007/08 | Фарейдун Фазлі           | 12    |
| 2008/09 | Фарейдун Фазлі           | 14    |
| 2009/10 | Давуд Хагі               | 13    |
| 2010/11 | Мосен Баятінія           | 8     |
| 2011/12 | Реза Інаяті              | 18    |
| 2012/13 | Фарід Карімі             | 6     |
| 2013/14 | Реза Інаяті              | 13    |
| 2014/15 | Аюб Калантарі            | 5     |
| 2015/16 | Джалаледдін Алімохаммаді | 6     |